# In-yer-face theatre
In-yer-face theatre è un genere teatrale sviluppatosi in Gran Bretagna negli anni 90. La denominazione viene dal saggio del critico Aleks Sierz In-Yer-Face Theatre: British Drama Today, pubblicato per la prima volta nel marzo 2001. Sierz ha usato questa definizione per descrivere il lavoro di giovani drammaturghi che hanno portato in scena contenuti scioccanti, spesso di natura sessuale, precedentemente etichettati come volgari dalla critica. Sierz ha anche tenuto a precisare che quello "in-yer-face" non sia un movimento letterario vero e proprio: non appartiene a una scuola, non c'è un manifesto e i suoi scrittori più significativi non hanno mai collaborato e discusso insieme delle linee guida; è un'etichetta a un gruppo di autori o opere che hanno dei temi in comune. Una conferenza tenutasi alla University of the West of England nel 2002 è arrivata alla conclusione che l'in-yer-face theatre come genere teatrale fosse ormai giunto a una conclusione, ma che i temi che lo hanno caratterizzato sono visibili in numerose opere teatrale britanniche dell'ultimo decennio del novecento. Le opere appartenenti a questo genere di breve durata hanno subito l'influsso del teatro postmoderno e metafisico, del teatro della crudeltà di Antonin Artaud e degli studi di Jacques Lacan.
Le figure di maggior spicco dell'in-yer-face theatre sono state il regista e direttore artistico del Royal Court Theatre di Londra Max Stafford-Clark e i drammaturghi Sarah Kane, Mark Ravenhill ed Anthony Neilson. Altre figure di spicco dell'in-yer-face theatre sono state l'attrice Kate Ashfield e gli scrittori Tracy Letts, Patrick Marber, Martin McDonagh, Joe Penhall, Rebecca Prichard, Philip Ridley, Judy Upton e Naomi Wallace.

## Tematiche principali
Una delle caratteristiche dell'in-yer-face theatre è suscitare disagio negli spettatori tramite tecniche o temi che possono urtare la sensibilità del pubblico. Uno dei temi più frequenti è il sesso, rappresentato (anche visivamente) nelle sue declinazioni più disturbanti: ninfomania, dipendenza dal sesso, pornografia, prostituzione e stupro. Le tematiche relative al sesso danno sfogo a uno degli espedienti tipici di questo genere teatrale, il massiccio uso di nudità. La nudità in scena è usata per mostrare "la bellezza del corpo, ma anche la sua vulnerabilità".
Altri temi ricorrenti sono la violenza fisica e psicologica, il disagio interiore, la malattia mentale, il suicidio.

## Opere principali
- Blasted di Sarah Kane (Londra, Royal Court Theatre, 1995)
- Mojo di Jez Butterworth (Londra, Royal Court Theatre, 1995)
- Bug di Tracy Letts (Londra, Gate Theatre, 1996)
- Shopping and Fucking di Mark Ravenhill (Londra, Royal Court Theatre, 1996)
- Cleansed di Sarah Kane (Londra, Royal Court Theatre, 1998)